# 石抹乞儿
石抹乞儿（？—1267年），蒙古帝国将领，契丹族，都总管万户石抹常山的儿子。
1254年，石抹常山去世，蒙哥汗让他袭职，领本万户诸翼军马。跟随都元帅纽璘南下攻打南宋，攻重庆、泸州（今四川省泸州市）、叙州（今四川省宜宾市）等城，多次建功。然后跟随诸王在临洮（今甘肃省临洮县）讨伐浑都海。至元二年（1265年），跟随元帅按敦改镇潼川（今四川省三台县）。至元四年（1267）九月，参与攻打蓬溪寨，战死。